# ヴァルゲイル・シグルズソン
ヴァルゲイル・シグルズソン（Valgeir Sigurðsson、1971年6月18日 - ）は、アイスランドの音楽プロデューサー、作曲家である。

## 経歴
ヴァルゲイルの魅力であるレコーディング技術の背景には、16歳のときの小さいレコーディングスタジオでの仕事がある。ヴァルゲイルはクラシックギターを専攻し、ロンドンのSAE Instituteをトーンマイスターとして卒業した。1998年、ヴァルゲイルは同胞のビョークにラース・フォン・トリアー監督作『ダンサー・イン・ザ・ダーク』のサウンドトラックのエンジニア、プログラマーとして雇われた。映画の主題歌でトム・ヨークとのデュエット作である「I've Seen It All」はアカデミー歌曲賞にノミネートされたが、ボブ・ディランの「Things Have Changed」に敗れた。ヴァルゲイルは歌に流れる特有の列車のリズムを作成した。ビョークとの仕事上での付き合いは映画の企画を過ぎても続き、それは1998年前半から2006年にわたった。その間、ヴァルゲイルはビョークの主なスタジオ共同制作者の一人だった。
ヴァルゲイルが創立者として1997年に立てたGreenhouse Studiosはアイスランドの最高の録音設備である。2005年、ヴァルゲイルはBedroom Communityというレコードレーベルを設立してニコ・マーリーの録音キャリアを始め、ベン・フロストとサム・アミドンの作品をプロデュースし、リリースした。ヴァルゲイルはテレビ、映画、舞台のための作曲をし、2007年にはソロ・アルバム『Ekvílibríum』をBedroom Communityから発表した。2010年にはアイスランドのドキュメンタリー映画『Draumalandið』のサウンドトラックを発表した。
ヴァルゲイルはビョーク、ココロージー、Bonnie 'Prince' Billy、ザ・マジック・ナンバーズ、ムーム、クロノス・クァルテット、カミーユ、ニコ・マーリーなど多くの有名でさまざまなアーティストたちとコラボレートしている。

## ディスコグラフィ

### アルバム
- Ekvílibríum (2007年)
- Draumalandið (2010年)
- 『アーキテクチャ・オブ・ロス』 - Architecture of Loss (2012年)
- Dissonance (2019年)